# Youn In-wan
Youn In-wan (* 27. Juli 1976) ist ein südkoreanischer Manhwa-Zeichner.
Youn In-wan ist bekannt für seine Manhwareihe Shin Angyo Onshi. Zurzeit arbeitet er an seinem neuen Projekt Defense Devil. Dabei geht es um einen von der Dämonenwelt verbannten Dämon namens Mephisto Barto Kucabara, dem Sohn des berüchtigten Dämonenkönigs. Er lebt in einer Zwischenwelt der Dämonenwelt und der Erde, im sogenannten Event Horizon. Hierher kommen die gestorbenen Seelen, welche eine Straftat begangen haben sollen. Gutmütig wie Kucabara ist, hilft er den Verstorbenen, die in die Hölle gelangen sollen, in dem er mit ihnen einen Kontrakt schließt und damit zu deren Anwalt wird.
| Personendaten    | Personendaten                  |
| ---------------- | ------------------------------ |
| NAME             | Youn, In-wan                   |
| ALTERNATIVNAMEN  | 윤인완 (Hangeul); Yun, In-wan  |
| KURZBESCHREIBUNG | südkoreanischer Manhwazeichner |
| GEBURTSDATUM     | 27. Juli 1976                  |